# Jmol
Jmolは化学や生化学分野の教育研究に用いられる、3次元コンピュータグラフィックスの分子シミュレーションソフトウェアである。Javaで組まれておりMicrosoft Windows、macOS、Linux、 UNIXで動作し、GNU Lesser General Public License Ver2.0で公開されたFOSSである。 スタンドアロン版及びソフトウェア開発キット は、BioclipseやTavernaなど他のJavaアプリケーションと統合できる。
人気の機能として、球棒モデル、空間充填モデル、リボンダイヤグラムなど様々に分子をウェブページに表示できる上、Protein Data Bank (pdb)、Crystallographic Information File (cif)、MDL Molfile (mol)、Chemical Markup Language (CML)など多様な化学ファイルフォーマットに対応している。Java不要でJavaScriptで動作するHTML5版のJSmolも利用できる。